# Ctenizoidea
Ctenizoidea è una  superfamiglia di aracnidi migalomorfi che comprende una sola famiglia:
- Ctenizidae THORELL, 1887